# 中国乐凯
中国乐凯集团有限公司是中国最大的影像信息记录和感光材料制造商，是一家大型国有企业，隶属中国航天科技集团公司，是其全资子公司。其总部位于河北省保定市。

## 历史
中国乐凯集团有限公司的前身是始建于1958年的化工部第一胶片厂。其主要向市场出售化工原料、包括黑白彩色X光胶片在内的光敏材料、磁带、信用卡磁条以及其他电子设备。
乐凯集团成立于1987年，其在中国市场的主要竞争对手有美国胶片制造商柯达和日本制造商富士胶片。而最大的供应商柯达就占据了60%的市场份额，但乐凯在中国农村市场依然占有支配地位。
2003年，伊士曼柯达公司与乐凯集团签署了一份20年合作协议。协议内容包括柯达将提供4500万美元以及一条感光剂生产线用以交换乐凯20%的股份，此外柯达还将提供5450万美元和技术支持来升级乐凯现有的三醋酸片基和涂层生产线。
2007年，柯达公司收回了这笔交易。由于数码相机在中国的快速增长，柯达不看好胶片的发展前景，因此出售了乐凯的股份，结束了合作关系。
2011年，中国国务院国资委将中国乐凯胶片集团公司整体并入中国航天科技集团公司成为其全资子企业。
2012年12月26日，公司正式由“中国乐凯胶片集团公司”更名为“中国乐凯集团有限公司”。